# Seca na Região Nordeste do Brasil

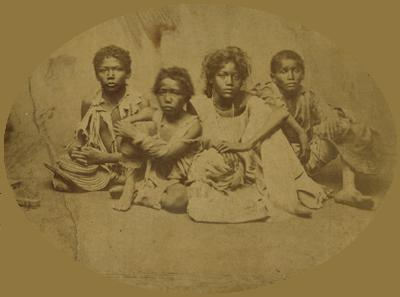
Crianças vítimas da seca no Ceará em 1878

A seca na Região Nordeste do Brasil é um fenômeno natural decorrente por falta de chuva na região Nordeste, que apresenta temperaturas elevadas com baixa precipitação pluviométrica durante o ano.
O clima semiárido, que predomina em boa parte da região, caracteriza-se por um longo período seco e um curto período de chuvas em poucos meses, que costuma ocorrer notadamente em parte do verão e do outono, sendo que em algumas áreas quase toda a chuva do ano todo cai nessa época. Em alguns anos, alguns fatores climáticos, como a temperatura da superfície do mar do Atlântico Sul e o El Niño, não favorecem a ocorrência de chuva durante o período que ela costuma ocorrer, fazendo com que as chuvas do restante do ano não supram as necessidades hídricas, ocorrendo então as secas.

## Eventos
Desde os tempos da colonização portuguesa, já foram contabilizados 84 períodos de estiagem prolongada. A Grande Seca de 1877–78, a mais grave já registrada, causou cerca de meio milhão de mortes e imigração em massa para outras regiões. Outra em 1915 foi devastadora também.